# Iwanagara
× Iwanagara, (abreviado Iwan) en el comercio, es un híbrido intergenérico entre los géneros de orquídeas Brassavola x Cattleya x Diacrium x Laelia. Fue publicado en Orchid Rev..